# 锦湖轮胎

公司标志

錦湖輪胎為韓國第2大、全球第13大的輪胎製造商，隸屬於錦湖韓亞集團。
2018年中國青島双星集团斥資39億元人民幣，取得韓國錦湖輪胎45％股權，成為最大控股股東。

## 品質問題
在2011年中国中央电视台3·15晚会中被披露：锦湖轮胎在轮胎生产过程中存在严重的违规问题。其在生产过程中大量添加返炼胶，没有按照其制定标准来生产。2011年3月21日下午，锦湖轮胎全球总裁金宗镐、中国区总裁李汉燮通过央视《消费主张》栏目，面对镜头正式向广大消费者发布道歉声明，并宣布召回所有违规产品。